# لاف-25
لاف-25 (بالإنجليزية: LAV-25) إختصار لـ(مركبة مصفحة خفيفة) هي مركبة استطلاع برمائية مدرعة، ذات ثمانية عجلات، تستخدم من قبل قوات مشاة البحرية الأمريكية والجيش الكندي. بُنيت من قبل جنرال ديناميكس لاند سيستمز كندا، بنيت استنادا على امركبة قتال مدرعة السويسرية بيرانا (MOWAG IIIH 8x8).

## التاريخ
في سبتمبر 1981 ، حصلت شركة جنرال موتورز اوف كندا (المعروفة الآن بأسم جنرال داينامكس للأنظمة البرية - كندا ) على عقد بقيمة 3.1 مليون دولار أمريكي من قبل مشاة البحرية الأمريكية لتزويد أربعة موديلات من عربة مواج بيرنا السويسرية.

في سبتمبر 1982 ، تم الإعلان عن فوز قسم الديزل في جنرال موتورز اوف كندا بمسابقة لاف.

كان من المفترض أن يكون العقد الأصلي لمدة خمس سنوات لـ 969 مركبة لاف : مقسمه ك 680 للجيش الأمريكي و289 لفيلق مشاة البحرية الأمريكي بقيمة إجمالية 477.8 مليون دولار أمريكي وخيار لـشراء 598 مركبة أخرى.

في عام 1994 ، انسحب الجيش الأمريكي من البرنامج، وتم تسليم جميع المركبات إلى سلاح مشاة البحرية الأمريكي. تم تسليم الشحنات النهائية من لاف إلى سلاح مشاة البحرية الأمريكي في عام 1988.

## التصميم

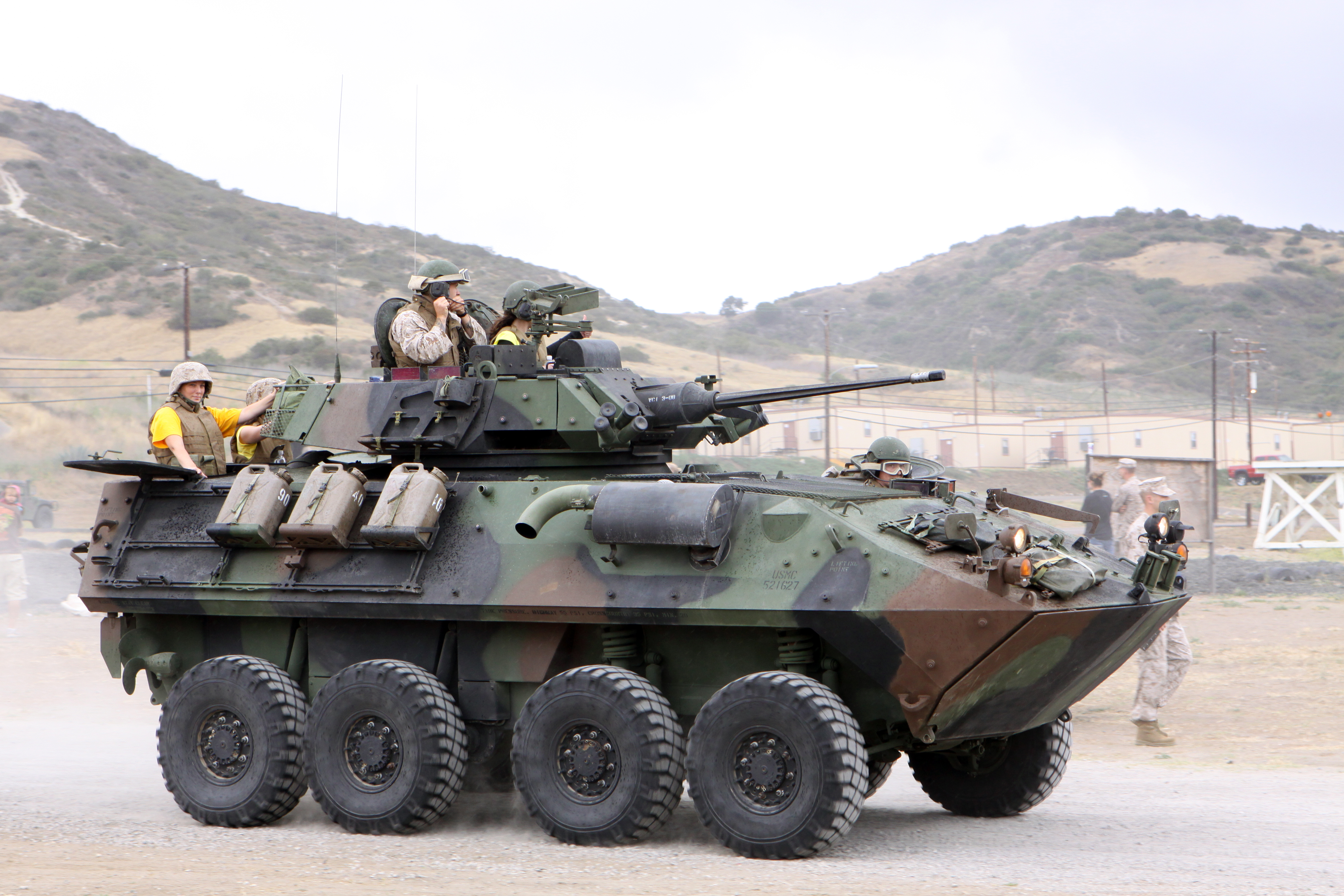
A side view of a LAV-25A2

تعتمد لاف-25 في تصميمها على العربة المدرعة بيرانا 1 المصنّعة من قبل شركة مواج السويسرية وهي الآن جزء من شركة جنرال داينامكس للأنظمة البرية.

صُنع بدن وبرج لاف-25 من فولاذ ملحوم يوفر حماية للطاقم ضد إطلاق الأسلحة الصغيرة وشظايا القذائف.

يمكن تزويد العربة بتدريع إضافي لتوفير الحماية ضد الاطلاقات عيار 14.5 ملم من جميع النواحي و 30 ملم للمقدمة.

يجلس السائق في الجزء الأمامي الأيسر من البدن مع وجود المحرك على يمينه.

يتم تثبيت البرج في وسط البدن ويجلس القائد على اليمين والمدفعي على اليسار مع وجود غطاء فتحة من قطعة واحدة يفتح في الخلف.

يمكن أن يستوعب الجزء الخلفي من البدن ستة من جنود المشاة المجهزين تجهيزًا كاملاً والمقصورة الخلفية مجهزه بثلاثة مقاعد بصفين.

يتم تثبيت منفذين لإطلاق النار مع الناظور النهاري في الجزء الخلفي من كل جانب من البدن.

يمكن لأفراد المشاة المحمولين المغادرة والدخول في العربة عبر بابين يفتحان للخارج واحد في اليسار والاخر في اليمين في الجزء الخلفي من البدن.

فوق مقصورة القوات يوجد بابان للسقف يفتحان واحد في اليسار والاخر في اليمين.

### LAV-25

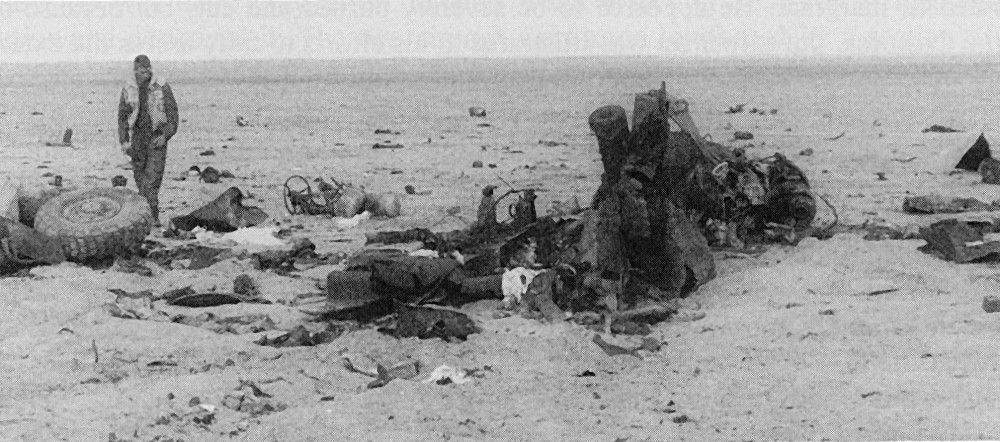
Destroyed LAV-25 during the 1991 حرب الخليج الثانية

## المتغيرات

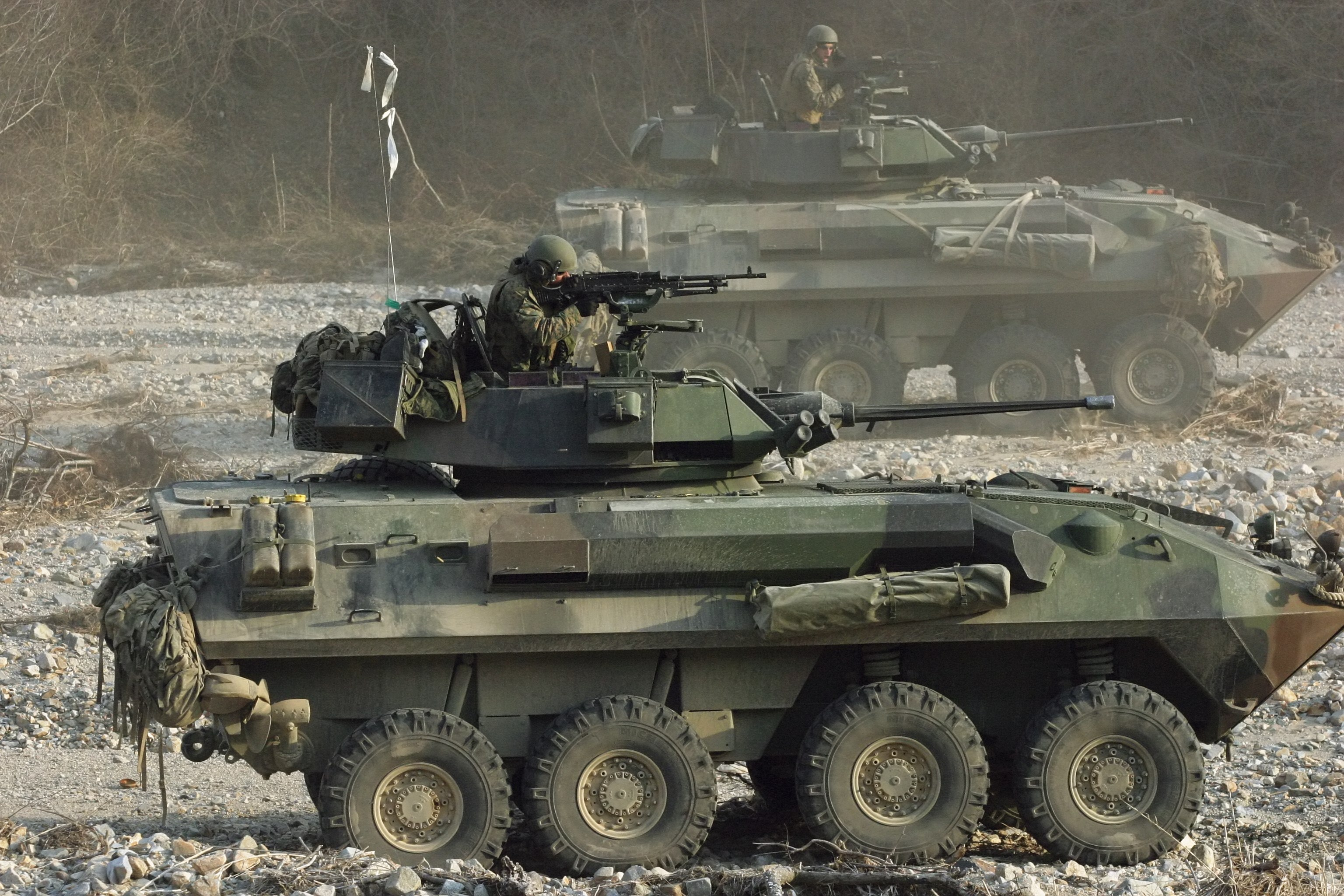
A قوات مشاة بحرية الولايات المتحدة LAV-25 showing a good view of the thermal shroud placed over the exhaust during the SLEP.

### المشتقات
- LAV-AT (المضادة للدبابات)
- LAV-M (هاون)

- LAV-AD (الدفاع الجوي)
- LAV-R (الاسترداد)
- LAV-C2 (القيادة والسيطرة)
- LAV-LOG (اللوجستية)

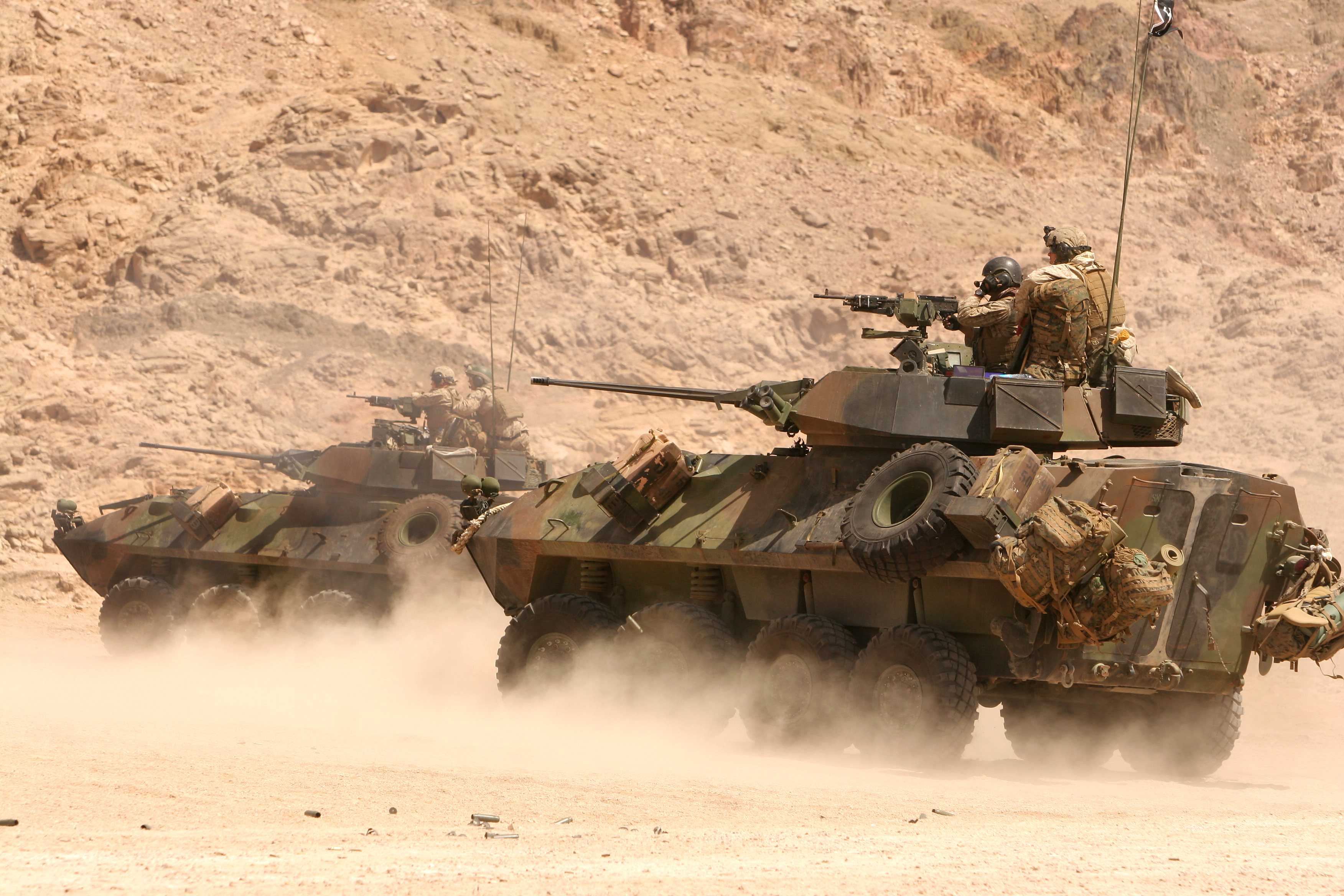
U.S. Marine crews practice live-fire movements during range training in the Middle East, June 5, 2009.

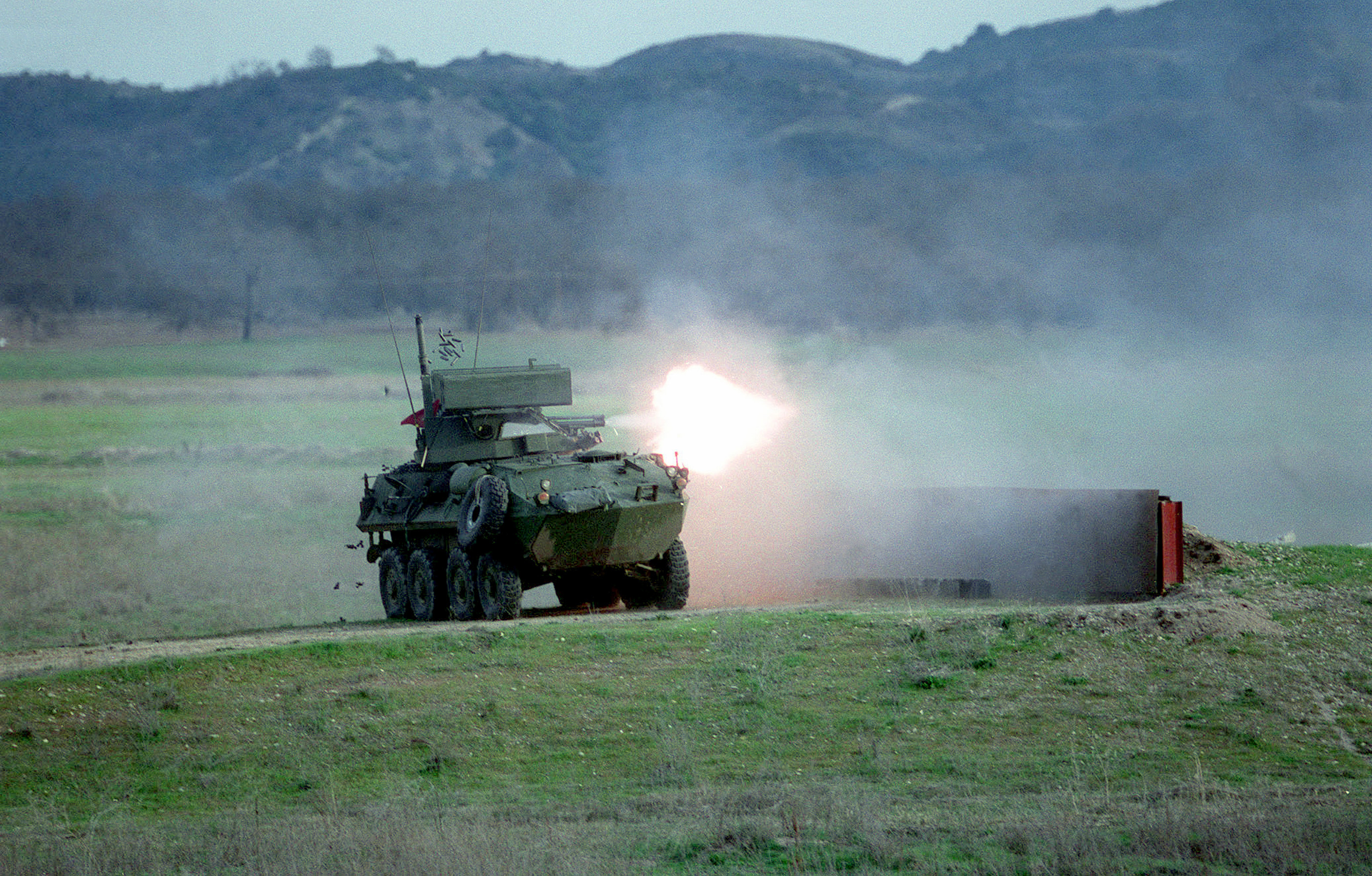
USMC LAV-AD during live-fire exercise

- LAV-MEWSS (نظام دعم الحرب الإلكترونية المتنقل)
- LAV-EFSS (Expeditionary Fire Support System)

## وصلات خارجية
- Light Armored Vehicles on Navy.mil
- LAV-25 page on Militaryfactory.com
- USMC Light Armored Vehicle (LAV) page on Olive-drab.com
- USMC LAV-25 on Discovermilitary.com نسخة محفوظة 28 يونيو 2010 على موقع واي باك مشين.